# Пятерняшки 2000
Пятерняшки 2000 (англ. Quintuplets 2000) — эпизод 403 (№ 52) сериала «Южный Парк», премьера которого состоялась 26 апреля 2000 года.

## Сюжет
После посещения выступления франкоканадского цирка Дю Шевиль Стэн, Кенни, Кайл и Картман, особенно впечатлённые пятерняшками-акробатками из Румынии, загораются идеей создать собственный цирк. Мальчики считают, что Кенни для выступлений стоит научиться хорошо петь, и он начинает брать уроки пения при помощи обучающих аудиозаписей. В итоге ему советуют поступить в какую-нибудь европейскую консерваторию, и Кенни едет с мамой в Румынию, зарабатывая пением деньги на дорогу. Приехав в Румынию, Кенни производит сенсацию, и ему предлагают остаться там жить. Так как в Румынии очень низкий уровень жизни и 200 долларов являются солидной суммой, Кенни с мамой решают остаться.
Тем временем пятерняшки вместе со своей бабушкой сбегают из цирка от представителей румынского правительства, которые хотят депортировать девочек на родину. Избавившись от преследования, девочки с бабушкой просятся переночевать в доме Маршей. Когда бабушка пятерняшек ложится спать, к ней в комнату приходит дедушка Марш, и они всю ночь занимаются сексом. На следующее утро Рэнди обнаруживает, что бабушка мертва. После того, как о произошедшем было сообщено пятерняшкам, Стэн, Кайл и Картман (которые надеются использовать пятерняшек в своем цирковом номере) уговаривают родителей Стэна оставить акробаток жить в доме Маршей.
Румынское правительство узнаёт из телепередачи о местонахождении пятерняшек и требует их вернуть. Дом Маршей окружают протестующие, требующие позволить девочкам остаться в Америке. Румыны обращается за помощью к Джанет Рено для возврата пятерняшек на родину; та, нарядившись Пасхальным зайцем и вооружившись автоматом, проникает в дом и захватывает пятерняшек. Стэн, Кайл и Картман, не желая терять свой цирковой номер, обращаются за помощью к профессиональным протестующим и убеждают их помочь вернуть девочек. Между протестующими и военными начинается драка, которую прекращают пятерняшки, упрекающие всех за преследование своих собственных интересов, а не интересов девочек. Затем они связываются с Опрой Уинфри и, договорившись об участии в её шоу, отправляются в турне.
Тем временем в Румынии развивается аналогичная ситуация: американское правительство хочет вернуть Кенни на родину, а румынские протестующие требуют его оставить. Американские солдаты врываются в дом и непреднамеренно убивают Кенни.

## Смерть Кенни
У одного из американских солдат, которые должны были вернуть Кенни в США, случайно срабатывает автомат, и он расстреливает Кенни, едва успев найти его с мамой в шкафу.

## Тематика
Это был первый эпизод «Южного парка», в котором быстрый съёмочный процесс сознательно использовался для реакции на недавнее событие. В трейлерах к эпизоду демонстрировалось, что сюжет будет развиваться вокруг способности пятерняшек клонировать самих себя с помощью деления. В свете произошедшего инцидента с Элианом Гонсалесом, особенно из-за нашумевшей фотографии, на которой один из солдат направляет автомат на Элиана, Стоун и Паркер быстро изменили сюжетную линию и почти полностью переделали эпизод, зайдя настолько далеко, что нарядили Джанет Рено в костюм Пасхального зайца, связав это с тем, что инцидент с Гонсалесом проходил на Пасхальные выходные. «Пятерняшки 2000» стал первым эпизодом, намеренно снятым, чтобы обыграть текущее событие; впоследствии такие эпизоды стали отличительной чертой сериала.

## Пародии
- Цирк Дю Шевиль является пародией на известный образец циркового искусства — Цирк Солнца.
- В начале циркового шоу Картман говорит «Мы достигли зоны номер пять, капитан». Это отсылка к телесериалу «Звёздный путь».
- Когда дедушка Стэна решает, что его внук стал гомосексуалистом, он сажает его перед телевизором смотреть сериал «МакГайвер», «пока тот не станет мужиком».
- Ария, которую Кенни поёт, обучаясь вокалу, называется «Con te partirò» и исполняется в оригинале Андреа Бочелли, а для заработка средств по дороге в Румынию Кенни исполняет «La donna è mobile» Джузеппе Верди. На сцене в Румынии Кенни исполняет арию Фигаро «Non più andrai» из Женитьбы Фигаро и «Der Hölle Rache kocht in meinem Herzen» из Волшебной флейты (обе оперы Вольфганга Амадея Моцарта).
- Условия, при которых семья Маршей демонстрирует пятерняшек публике, напоминает реальную историю о пятерняшках Дион, первых пятерняшках в мире, проживших более нескольких дней. Сестёр Дионн растил доктор Дэфо, показывая их публике в своеобразном человеческом зоопарке, получившим название «Пятерняшколэнд» (англ. Quintland).

## Ляп
- В самом начале, когда мать Стэна говорит: «Мальчики, выходите», — выходят Стэн, Кайл, Картман, Кенни, брат Кенни и Шелли, но после того, как в кадре появляется дед Стэна, брат Кенни и Шелли исчезают.

## Факты
- В середине эпизода, когда Кенни с матерью стоит в общественных местах и поёт, на его матери меняется футболка (до этого в серии она была стандартной — «I am with stupid») — тоже зелёная, но с надписью «God Bless» и флагом США. Однако в аэропорту «старая» футболка со стрелкой вновь возвращается и указывает на самого Кенни (также стрелка ведёт на Кенни и в музыкальной школе, появившейся в эпизоде парой минут раньше).
- Стивен Стотч, пришедший на протест, меняет надпись «Мех — это убийство» на «Румыния — отстой» перед этим перелистнув ещё две надписи — «Спальные мешки убивают» и «Свободу Кеворкяну».